# Цветные (расовая классификация)

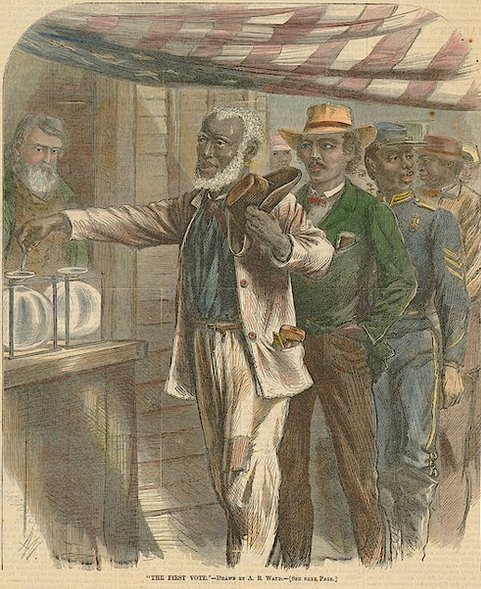
Первое голосование. Гравюра Альфреда Вода, обложка журнала Harper’s Weekly, 1867. Первое голосование афроамериканцев

«Цветные» (англ. people of color, persons of color; «цветной», person of color, POC; «небелые», non-white) — любые люди, которые не считаются «белыми» в рамках конкретной классификации. В современном значении термин возник в Соединённых Штатах и в первую очередь связан с ними. С 2010-х годов термин был принят в других странах англосферы (часто в форме persons of color), включая относительно ограниченное использование в Великобритании, Канаде, Австралии, Ирландии, Южной Африке и Сингапуре.
В США к цветным людям относятся афроамериканцы, американцы азиатского происхождения, коренные американцы, американцы островов Тихого океана, мультирасовые американцы и некоторые латиноамериканцы, хотя члены этих сообществ могут предпочитать рассматривать себя через свою культурную идентичность, а не через терминологию, связанную с цветом кожи. Термин, используемый в Соединённых Штатах, подчеркивает общий опыт столкновения с системным расизмом, которое испытали данные группы. Этот термин также может использоваться в связи с другими терминами, обозначающими категории людей, такими как «цветные сообщества» (communities of color), «цветные мужчины» («men of color», MOC), «цветные женщины» (women of color, WOC). Аббревиатура BIPOC относится к чёрным, коренным и другим цветным людям (black, indigenous, (and) people of color) и подчёркивает историческое угнетение чёрных и коренных народов. Термин «цветной» (colored) первоначально был эквивалентен термину «цветной человек» (person of color) в американском английском, но использование наименования «цветной» на юге Соединенных Штатов постепенно стало ограничиваться «неграми» и к настоящему времени считается расово уничижительным. В других странах мира и в других диалектах английского этот термин может иметь другое значение; например, в ЮАР «цветные» относятся к нескольким мультирасовым этническим группам и иногда применяются к другим группам в Южной Африке, таким как бастеры Намибии.
Университет Портленда и «Коалиция цветных сообществ» (США) в 2014 году опубликовали исследование, в котором славяне и славянские эмигранты в США отнесены к «цветным», или к категории угнетаемых меньшинств. Из числа «белых» авторы исследования исключили славянских эмигрантов по причине того, что они подвергаются дискриминации при получении школьного и высшего образования, медицинской страховки и при трудоустройстве.